# توم ريتشاردسون (لاعب كرة قاعدة)
توم ريتشاردسون (بالإنجليزية: Tom Richardson)‏ هو لاعب كرة قاعدة أمريكي، ولد في 7 أغسطس 1883 في لويسفيل في الولايات المتحدة، وتوفي في 15 نوفمبر 1939 في أوناوا في الولايات المتحدة.